# Valea Boțului, Bacău
Valea Boțului este un sat în comuna Filipeni din județul Bacău, Moldova, România.